# Толбот, Гилберт, 5-й барон Толбот
Гилберт Толбот (англ. Gilbert Talbot; приблизительно 1383 — 19 октября 1418) — английский аристократ, 5-й барон Толбот с 1396 года, 8-й барон Стрейндж из Блэкмера с 1413 года. Сын Ричарда Толбота, 4-го барона Толбота, и Анкарет ле Стрейндж, 7-й баронессы Стрейндж из Блэкмера в своём праве (suo jure), 3 марта 1384 года был вызван в парламент как лорд Толбот из Блэкмера. После смерти родителей унаследовал баронские титулы и владения в ряде графств Англии и Ирландии. С юных лет нёс военную службу. С 1403 года сражался с валлийцами, восставшими под началом Оуайна Глиндура. В 1408/09 году стал кавалером ордена Подвязки, в 1413 — юстициарием Чешира. В 1418 году участвовал в нормандской кампании короля Генриха V.
В 1392 году Толбот был помолвлен с Джоан Глостерской, дочерью Томаса Вудстока, герцога Глостера, и Элеоноры де Богун. Неясно, был ли заключён этот брак. Джоан умерла в 1400 году (по одной из версий, при родах). Гилберт позже женился на Беатрикс Пинто, которая родила дочь Анкарет — 6-ю баронессу Толбот и 9-ю баронессу Стрейндж из Блэкмера.